# Костанді Михайло Киріакович
Костанді Михайло Киріакович (1901—1988) — архітектор, художник, 5-й директор Народного Художнього музею (нині — Одеський художній музей), син Киріака Костанді.

## Життєпис
Михайло Киріакович Костанді народився 5 листопада 1901 року в Одесі.
Закінчив Одеську 1-у гімназію (Рішельєвську гімназію), відвідував Вільні Державні художні майстерні.
У 1920 році вступив в Одеське вище художнє училище на мальовниче відділення.
З 1921 по 1930 роки працює хранителем в Одеському народному музеї.
Після закінчення інституту в 1930 році переїздить до Москви.
У 1930-х роках працює в інституті Гіпрогор «Державний інститут зйомки і планування міст та проектування цивільних споруд»
З 1933 року — член Спілки архітекторів СРСР.
У 1941 році з дружиною Рашковою Софією Евзелівною евакуювався на Урал, в м. Златоуст, де працював в тресті Держбуду на посаді старшого архітектора до 1944 року.
У березні 1944 року, за викликом Всесоюзної Академії будівництва і архітектури, він з дружиною повертається до Москви і працює в Академії до виходу на пенсію в 1978 р.
Працюючи в Академії архітектури СРСР займав посади від архітектора науково-дослідного інституту мостових споруд, до головного спеціаліста, а потім і головного архітектора відділу типології житла.
У 1959 році вийшла його книга «Нові типи квартир для масового будівництва»: за матеріалами Всесоюзного конкурсу на проектування типових три-чотири-п'ятиповерхових житлових будинків.
За успіхи типових проектів житлового будівництва він був двічі, в 1960 і 1961 роках, удостоєний срібних медалей «Виставки досягнень народного господарства СРСР». Михайло Костанді був автором розробки генерального плану відновлення, після землетрусу в 1966 році міста Ташкента, забудови нового району м. Тбілісі.
У 1978 році переїздить до Одеси. Помер 13 квітня 1988 року в віці 87 років. Похований на Другому християнському кладовищі Одеси.

## Творчість
Михайло Костанді був талановитим живописцем. У фондах Одеського художнього музею зберігаються його твори: дві акварелі «На півночі», написані в 1950 — роки, акварель «Вид з вікна», на яких зображена вулиці Москви, «Грузія», «Дачне поселення», «Рання осінь», «Зимовий пейзаж», «Золота осінь», «Рання весна», «Натюрморт з гвоздиками».
В Одесі в 1980-х роках працює над книгою «Киріак Костянтинович Костанді. Художник і людина: Спогади про батька сина Михайла Киріаковича Костанді», яка була видана після смерті автора.

## Сім'я
- Батько — художник — Костанді Киріак Костянтинович.
- Мати — Єфросинія Кузьмічна Костанді.
- Дружина — художник Софія Евзелівна Рашкова.
- Сестри — Ганна Кіріаковна Костанді, Олена Кіріаковна Костанді (Синицька), Марія Кіріаковна Костанді, Любов Кіріаковна Хршановська-Костанді та Серафіма Кіріаковна Костанді.
- Брати — Павло Киріакович Костанді, Андрій Киріакович Костанді.[3]